# Люелін Томас
Люелін Гіллет Томас (англ. Llewellyn Hilleth Thomas; нар. 21 жовтня 1903, Лондон — пом. 20 квітня 1992, Ролі) — британський й американський фізик-теоретик і фахівець з прикладної математики. Наукові роботи Томаса присвячені атомній, ядерній та молекулярній фізиці, теорії відносності, астрофізиці, гідродинаміці, теорії прискорювачів елементарних частинок, створенню та використанню обчислювальних методів вирішення фізичних завдань. До основних досягнень вченого відносяться використання релятивістських ефектів для розрахунку спін-орбітальної взаємодії в атомі водню (прецесія Томаса) та створення наближеної теорії багаточасткових квантових систем (теорія Томаса — Фермі).

## Біографія

### Лондон— Кембридж— Копенгаген (1903—1929)
Люелін Гіллет Томас народився в Лондоні та був старшим із п'яти дітей у сім'ї, яка мала валлійське коріння. Його батько Чарльз Джеймс Томас працював медичним інспектором Лондона. До семи років Гіллет, як його зазвичай називали родичі та друзі, виховувався вдома матір'ю Вініфред Мей Томас (до шлюбу Льюїс), яка навчила сина читань, письму, арифметики, елементарної геометрії та історії. Він вступив до приватної початкової школи, а з 11 до 18 років відвідував лондонську приватну школу Merchant Taylors' School, де вивчав латинську та грецьку мови, математику, фізику та хімію, зокрема за книгами Дж. Дж. Томсона («Елементи електрики та магнетизму»), Джеймса Джинса («Механіка») та Вільяма Осгуда («Диференціальне та інтегральне числення»). У 1919 році Томас склав вступні іспити в Лондонський університет, у 1921 році — іспити, що передують випускному, і отримав стипендію на навчання в Трініті-коледжі Кембриджського університету з нахилом на чисту та прикладну математику. У Кембриджі він відвідував лекції Чарльза Галтона Дарвіна, Джона Літтлвуда, Джеффрі Тейлора, Ральфа Фаулера, Артура Еддінгтона, Артура Мілна та Джозефа Лармора. У 1923 році Томас отримав стипендію на навчання у вищому коледжі, а через рік, після успішного проходження математичного курсу (Mathematical Tripos), здобув ступінь бакалавра мистецтв з математики з відзнакою та стипендію Ісаака Ньютона.
На той час Томас почав працювати під керівництвом Ральфа Фаулера з питань, щодо квантової теорії будови атома. Квантова механіка ще не була створена до цього моменту, тому проблема проходження заряджених частинок через речовину розглядалася вченим-початківцем у рамках так званої старої квантової теорії, зокрема ним використовувалися деякі результати Дуґласа Гартрі (іншого учня Фаулера), які стосувалися орбіт електронів в атомі Бора. Томас також написав роботу з адіабатичних інваріантів у квантовій теорії, за цю роботу його нагородили премією Сміта. У 1925 році Томас отримав стипендію на проходження стажування та вирушив на рік до Інституту Нільса Бора в Копенгагені, один з основних центрів, де в той час саме створювалася квантова механіка. Однак, за його власним визнанням, Томас «завжди повільно приймав нові ідеї та нічого з цього не розумів протягом чотирьох або п'яти років».
За час перебування у Копенгагені молодий вчений, працюючи самостійно, отримав кілька важливих результатів. У статті «Обчислення атомних полів» (англ. The calculation of atomic fields, 1927) він розробив квазікласичну статистичну модель атома, в якій електрони розподілені однорідно по фазовому простору, причому електронна щільність однозначно пов'язана з потенційною енергією в електромагнітному полі, створюваному ядрами та іншими електронами. Отримавши самоузгоджене рівняння для потенціалу та чисельно вирішивши його, Томас зміг обчислити значення ефективного ядерного заряду, екранованого електронами, у задовільній узгодженості з даними, які взяли з інших джерел. У 1927 році теорію незалежно розвинув Енріко Фермі, який застосував для розробки нову квантову статистику, узагальнену у 1930 році Полем Діраком, який врахував обмінну взаємодію між електронами, тому отримала назву теорії Томаса — Фермі, або теорії Томаса — Фермі — Дірака. У наступні роки модель Томаса — Фермі, попри свою обмеженість, широко використовувалася для отримання наближених якісних результатів в атомній та ядерній фізиці, фізиці плазми, астрофізиці, фізиці твердого тіла та стала прототипом сучасної теорії функціоналу густини, розробленої у середині 1960-х років.

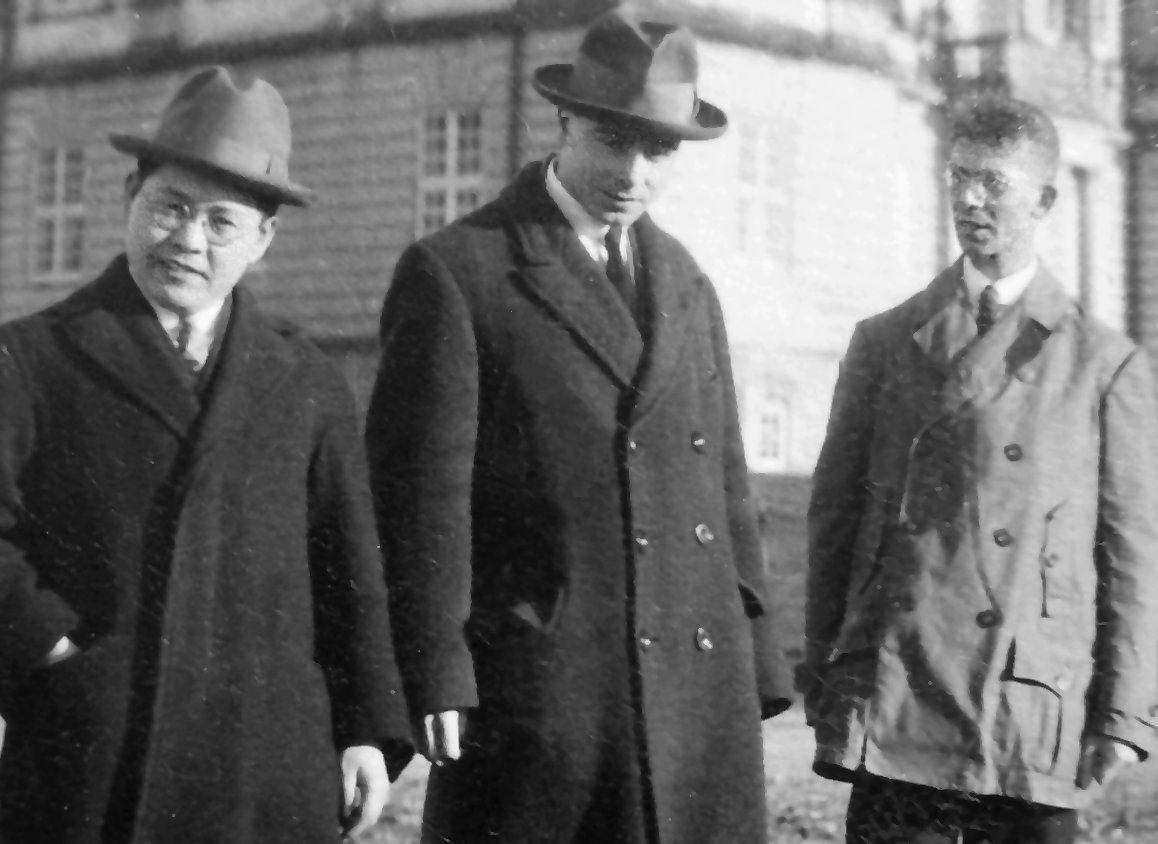
Нісіна Йосіо, Люелін Томас і Фрідріх Гунд (Копенгаген, 1926)

Іншим досягненням Томаса за час перебування в Копенгагені стало пояснення величини розщеплення ліній тонкої структури спектрів шляхом так званої прецесії Томаса — релятивістської поправки до спін-орбітальної взаємодії, яка виникає внаслідок некомутативності складання швидкостей та яку необхідно враховувати при розгляді руху частки зі спіном навколо ядра. Гіпотеза спіна, запропонована незадовго до цього Гоудсмітом і Уленбеком, викликала сумніви, оскільки давала величину розщеплення ліній в атомі водню, яка вдвічі перевищувала спостережувану на досліді. Облік релятивістських ефектів пояснив появу у формулі коефіцієнта {\displaystyle 1/2}, часто званого фактором Томаса, і тим самим дозволив отримати тонку структуру ліній, що узгоджується з експериментальними даними, і їх розщеплення в аномальному ефекті Зеемана. Пізніше, у 1926 році, Томас розглянув загальне завдання про рух електрона, що обертається, в зовнішньому електромагнітному полі та отримав рівняння, які були перевідкриті у 1959 році та відомі під назвою рівнянь Баргмана — Мішеля — Телегді. Ці співвідношення знайшли застосування для пояснення ефектів спінової поляризації в електрон-позитронних накопичувальних кільцях і в експериментах з мюонами. Стаття Томаса «Рух електрона, що обертається» (англ. The Motion of the Spinning Electron, 1926) зіграла вирішальну роль у прийнятті уявлень про спін і переконала в його існуванні навіть такого скептика, як Вольфганг Паулі.
Після повернення в Кембридж Томаса обрали членом Трініті-коледжу, у 1927 році захистив докторську дисертацію, а ще через рік здобув ступінь магістра мистецтв.

### Університет штату Огайо (1929—1946)
У 1929 році за рекомендацією Фаулера Томас отримав місце доцента в Університеті штату Огайо, у 1936 році він обійняв посаду повного професора фізики. Тут він викладав ряд курсів з різних розділів фізики, астрофізики та астрономії. У цей час його наукові інтереси охоплювали широке коло тем: атомна та ядерна фізика, астрофізика, квантова теорія складних молекул і твердих тіл, фізика прискорювачів, квантова теорія поля, динаміка газів і рідин, обчислювальна математика. Так, у 1930 році він написав піонерську статтю, присвячену радіаційній в'язкості, тобто випромінювання електромагнітних хвиль потоками речовини, що рухаються, наприклад, в околицях зірок. В іншій важливій праці 1935 року Томас розглянув проблему взаємодії між нуклонами та доклав свої результати до опису структури ядра тритію. У 1938 році він показав, що при певній конфігурації магнітного поля, що передбачає періодичну залежність від азимутального кута, орбіти заряджених частинок у циклотроні виявляються стійкими та ізохронними. Цей результат ліг в основу ідеї ізохронного циклотрона, пристрою, який знайшов широке застосування в ядерній фізиці та медицині.
Під час Другої світової війни, у 1943—1945 роках, Томас працював на Абердинському випробувальному полігоні, в Лабораторії балістики. Тут він займався військовими дослідженнями в галузі балістики та фізики вибуху, написав кілька внутрішніх звітів та статтю, присвячену ударним хвилям. Серед його колег були Грегорі Брейт, Субрахманьян Чандрасекар й Едвін Габбл. Після війни Томас продовжив співпрацю з цією лабораторією і був членом її наукового комітету. Навчальний 1945/46 рік став останнім, який він провів в університеті штату Огайо.

### Колумбійський університет та IBM (1946—1968)

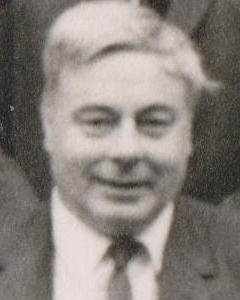
Люелін Томас (Копенгаген, 1963)

У 1946 році за рекомендацією Ісидора Рабі та Джона фон Неймана Томаса запросили на роботу до щойно організованої при Колумбійському університеті Лабораторії наукових обчислень імені Томаса Дж. Вотсона, яка фінансувалася корпорацією IBM. Відповідно до умов роботи в компанії, він обійняв посаду «техніка» та займався проблемами застосування обчислювальних машин для наукових досліджень, а також читав в університеті лекції з методів чисельного розв'язання диференціальних рівнянь. Ще у 1946 році Томас першим висунув ідею пам'яті на магнітних осердях, пізніше розробив принципи зберігання інформації за допомогою електромагнітної лінії затримки, запропонував метод розв'язання систем лінійних рівнянь, відомий як алгоритм Томаса, одним з перших використовував комп'ютерні методи для вирішення низки фізичних завдань (наприклад знаходження методом ітерації хвильових функцій системи трьох квантових частинок, розв'язання задач гідродинаміки, теорії пружності, обчислення розподілу електронної густини в атомах). Роль Томаса у здійсненні в лабораторії різних програм і досліджень була настільки велика, що її директор Воллес Еккерт якось зауважив: «Ймовірно, на схемі організаційної структури має бути окреме місце з ім'ям Томаса». Крім того, у 1950 році він отримав місце професора на фізичному факультеті університету, де читав лекції з загальної теорії відносності, теорії груп, квантової механіки, магнітогідродинаміки. Його роботи у сфері фізики у той період були присвячені вивченню динаміки релятивістських частинок, гідродинаміці, обчисленню розподілу заряду у складних атомах тощо. Завдяки різнобічності та глибині знань Томас отримав на фізичному факультеті популярність як «мудрець зі 116-ї вулиці».
У 1954 році, коли в США розроблялися проєкти великих супутників, Томас запропонував засоби захисту від потенційно ворожих космічних апаратів. Це привернуло до нього увагу розпал маккартизма, оскільки він був американським громадянином і тому його діяльність викликала підозри. Щоб отримати допуск до секретної роботи та позбутися проблем, у 1957 році Томас отримав громадянство США. Крім Лабораторії балістики, він співпрацював з Лабораторією морської артилерії та проєктом «Шервуд» Комісії з атомної енергії США. У 1968 році Томас пішов у відставку зі своїх постів у Вотсонівській лабораторії та Колумбійському університеті.

### Останні роки (1968—1992). Сім'я
Після виходу у відставку Томас став запрошеним професором фізики та математики в Університеті Північної Кароліни, де викладав і займався дослідженнями до 1976 року. У 1980 році фізичний факультет цього університету заснував щорічну Томасівську лекцію (L. H. Thomas Lecture), читати яку запрошують видатних вчених. Томас помер у Ролі (Північна Кароліна) 20 квітня 1992 року у віці 88 років.
Зі своєю майбутньою дружиною, Наомі Естель Фреч, Томас познайомився восени 1929 року в університеті штату Огайо, де дівчина була студенткою. Вона здобула ступінь магістра мистецтв у галузі спектроскопії у 1932 році, а через рік вони побралися. Протягом наступних дев'яти років у них народилося четверо дітей — двоє хлопчиків (один із них помер у восьмирічному віці) та дві дівчинки. Наомі Естель працювала вчителем математики та фізики в Packer Collegiate Institute і пережила чоловіка майже на 16 років.

## Нагороди та членства
- Премія Сміта (1925)[20]
- Член Національної академії наук США (1958)[19]
- IBM Fellow (1963)[19]
- Почесний доктор наук Кембриджського університету (1965)[12]
- Премія Девіссона — Джермера (1982)[19]
- Член Американського фізичного товариства, Американської асоціації сприяння розвитку науки, Королівського астрономічного товариства та ін.[19]

## Основні публікації
- Thomas L. H. The motion of the spinning electron // Nature. — 1926. — Vol. 117 (29 March). — P. 514. — DOI:10.1038/117514a0.
- Thomas L. H. The calculation of atomic fields // Mathematical Proceedings of the Cambridge Philosophical Society. — 1927. — Т. 23 (29 березня). — С. 542—548. — DOI:10.1017/S0305004100011683.
- Thomas L. H. The kinematics of an electron with an axis // Philosophical Magazine. — 1927. — Т. 3 (29 березня). — С. 1—22. — DOI:10.1080/14786440108564170.
- Thomas L. H. Radiation field in a fluid in motion // Quarterly Journal of Mathematics. — 1930. — Т. 1 (29 березня). — С. 239—251. — DOI:10.1093/qmath/os-1.1.239.
- Thomas L. H. The interaction between a neutron and a proton and the structure of H{\displaystyle ^{3}} // Physical Review. — 1935. — Т. 47 (29 березня). — С. 903—909. — DOI:10.1103/PhysRev.47.903.
- Thomas L. H. The paths of ions in the cyclotron I. Orbits in the magnetic field // Physical Review. — 1938. — Т. 54 (29 березня). — С. 580—588. — DOI:10.1103/PhysRev.54.580.
- Shaffer W. H., Nielsen H. H., Thomas L. H. The rotation-vibration energies of tetrahedrally symmetric pentatomic molecules. I // Physical Review. — 1939. — Т. 56 (29 березня). — С. 895—907. — DOI:10.1103/PhysRev.56.895.
- Thomas L. H. A Practical Method for the Solution of Certain Problems in Quantum Mechanics by Successive Removal of Terms from the Hamiltonian by Contact Transformations of the Dynamical Variables Part I. General Theory // Journal of Chemical Physics. — 1942. — Т. 10 (29 березня). — С. 532—537. — DOI:10.1063/1.1723760.
- Thomas L. H. Note on Becker's Theory of the Shock Front // Journal of Chemical Physics. — 1944. — Т. 12 (29 березня). — С. 449—453. — DOI:10.1063/1.1723889.
- Sheldon J., Thomas L. H. The use of large scale computing in physics // Journal of Applied Physics. — 1953. — Т. 24 (29 березня). — С. 235—242. — DOI:10.1063/1.1721257.
- Thomas L. H. The stability of plane Poiseuille flow // Physical Review. — 1953. — Т. 91 (29 березня). — С. 780—783. — DOI:10.1103/PhysRev.91.780.
- Bakamjian B., Thomas L. H. Relativistic particle dynamics. II // Physical Review. — 1953. — Т. 92 (29 березня). — С. 1300—1310. — DOI:10.1103/PhysRev.92.1300.
- Thomas L. H. Satellite Countermeasures // Time : magazine. — 2025. — 3 May.
- Thomas L. H., Umeda K. Atomic Scattering Factors Calculated from the TFD Atomic Model // Journal of Chemical Physics. — 1957. — Т. 26 (29 березня). — С. 293—303. — DOI:10.1063/1.1743287.

## Виноски
1. ↑  I was always slow in accepting new ideas and understood nothing of this for four or five years.
2. ↑  Perhaps there should be a box on the organizational chart labelled L.H. Thomas.